# Ґанд-Лавар
Ґанд-Лавар (перс. گندلاور) — село в Ірані, у дегестані Хараруд, в Центральному бахші, шагрестані Сіяхкаль остану Ґілян. За даними перепису 2006 року, його населення становило 73 особи, що проживали у складі 18 сімей.

## Клімат
Середня річна температура становить 14,20°C, середня максимальна – 28,20°C, а середня мінімальна – -0,05°C. Середня річна кількість опадів – 824 мм.
| Клімат поселення                              | Клімат поселення | Клімат поселення | Клімат поселення | Клімат поселення | Клімат поселення | Клімат поселення | Клімат поселення | Клімат поселення | Клімат поселення | Клімат поселення | Клімат поселення | Клімат поселення | Клімат поселення |
| Показник                                      | Січ.             | Лют.             | Бер.             | Квіт.            | Трав.            | Черв.            | Лип.             | Серп.            | Вер.             | Жовт.            | Лист.            | Груд.            |                  |
| Середній максимум, °C                         | 12,45            | 11,74            | 12,67            | 17,01            | 21,44            | 26,88            | 28,20            | 28,06            | 23,57            | 20,48            | 16,50            | 12,36            |                  |
| Середня температура, °C                       | 6,56             | 5,86             | 6,79             | 11,11            | 15,56            | 20,98            | 23,92            | 23,79            | 19,29            | 16,21            | 12,25            | 8,10             |                  |
| Середній мінімум, °C                          | 0,66             | −0,05            | 0,88             | 5,21             | 9,66             | 15,09            | 19,64            | 19,52            | 15,02            | 11,94            | 7,97             | 3,82             |                  |
| Норма опадів, мм                              | 78               | 67               | 79               | 55               | 42               | 24               | 24               | 38               | 77               | 118              | 111              | 111              |                  |
| Середньомісячна швидкість вітру, м/с          | 2.23             | 2.60             | 2.47             | 2.51             | 2.23             | 2.27             | 2.47             | 2.20             | 1.97             | 1.99             | 2.02             | 2.19             |                  |
| Середньомісячна сонячна радіація, кДж/м²·день | 7254             | 9464             | 11483            | 15870            | 19703            | 21919            | 22382            | 19173            | 15835            | 11316            | 8915             | 6945             |                  |
| --------------------------------------------- | ---------------- | ---------------- | ---------------- | ---------------- | ---------------- | ---------------- | ---------------- | ---------------- | ---------------- | ---------------- | ---------------- | ---------------- | ---------------- |
| Джерело:                                      |                  |                  |                  |                  |                  |                  |                  |                  |                  |                  |                  |                  |                  |